# ماتريكات
الماتريكات أو الأمهات الإلهيات (بالإنجليزية: Matrikas)‏، و(بالسنسكريتية: मातृका)‏، هُنَّ مجموعة من الإلهات الأم اللاتي يُصورن دائمًا معًا في الهندوسية. غالبًا ما تصور الماتريكات في مجموعة من سبع، سابتاماتريكا (الأمهات السبع). أو في مجموعة من ثمانية، أشتاماتريكا. كان يعتقد في الأصل أنَّهن تجسيد للنجوم السبعة في العنقود النجمي الثريا. في معظم المراجع المبكرة، ارتبطن بالحمل والولادة والأمراض وحماية الأطفال. وكان يُنظر إليهنَّ على أنهن مشؤومات و"يجسدن المخاطر". وأصبحن يلعبن دورًا وقائيًا في الأساطير اللاحقة، على الرغم من استمرار بعض خصائصهن المشؤومة والبرية المبكرة في هذه الأساطير. وبالتالي، فإنهن يمثلن الجانب الخصب المذهل للطبيعة بالإضافة إلى جانب قوتها التدميرية.